# 月狂条例
月狂条例（げっきょうじょうれい、Lunacy Act 1845）は、1845年に制定されたイギリスの法律（法域はイングランドおよびウェールズ）。同年の州立精神病院法（County Asylums Act, 1845）とともに、イングランドとウェールズにおける精神保健法制を構成した。この法律の規定によって、精神疾患の状態にある人々の位置づけは「患者」と改められた。

## Lunacyとは
イギリス英語: Lunacy Act 1845 である。Lunacy とは、英語で「精神異常」を意味し、法律用語としては心神喪失を意味するが、月（Luna）から派生した単語であるところから「月狂」とも訳される。
この法律の日本語訳には「月狂条例」のほかに、「狂気法」「精神障害者法」「精神病者法」などもある。

## 歴史
この法律以前、イングランドにおける精神保健法制としては、1808年州精神病院法 (County Asylums Act 1808) があった。1808年州精神病院法は、貧窮者や、触法行為を犯す精神障害者のための施設を設立するものであった。この施設は "asylum" と呼ばれ、精神的な病 (mental illness) について適切な措置を行う避難所 (refuge) を提供することとされた。1808年州精神病院法に基づく最初の施設は、1811年にノーザンプトンで開設された。しかしながら、1827年になっても9つの施設が開設されたにすぎず、多くの精神障害者は囚人や犯罪者として刑務所にいた。この遅々とした展開の結果として、本法令は精神保健法制を焦点とする月狂委員会（Lunacy Commission）が設立された。シャフツベリー伯爵が本法令成立のために尽力した。
シャフツベリーは、1845年の創設から1885年の彼の死まで委員会の長を務めた。委員会は11人の Metropolitan Commissioner によって構成されていた。委員会は、常設であるばかりでなく、そのメンバーのうち6人に給与が支払われたことでも画期的であった。常勤で給与を支払われた6人は、法曹界の3人と医学界の3人である。他の5人のメンバーは名誉職的なメンバーであり、単に委員会の会議に出席した。委員会の任務は、本法令の規定を確立し遂行することであった。

## 規定
この法律により、内務大臣に代わって精神病院 (Lunatic asylum) の計画を査察するために月狂委員会 (Commissioners in Lunacy) が設立された（s.3）。ベスレム病院をはじめとする精神病院は、委員会に登録し、規則を書面で作成し、常駐医師を配置することが命じられた（s.42）。この法律の下で、患者は拘禁 (detention) に異議を申し立てるために裁判所に訴え出る権利を失った。拘禁は、委員会の委員もしくは州（カウンティ）の視察官 (county visitors) のみが審査することができた。
委員会は、法律を施行する上で多くの役割を果たした。州の公的機関のネットワークを確立し、精神病院の状態と患者の治療を監督した。救貧院 (ワークハウス) や刑務所にいる患者に手を差し伸べ、彼らを治療できる適切な施設に連れて行くことを強調した。また、刑務所や救貧院にもいないが精神医学的ケアを必要とする「単身の狂者 (single lunatics)」にも焦点を当て、刑務所や救貧院から移動させることができなかった患者の治療と精神状態を監督した。

## 1845年州立精神病院法
1845年月狂条例は、1845年州立精神病院法と同時に議会を通過した。2つの法律は互いに依拠していた。月狂条例は月狂委員会を設立し、州立精神病院法は精神病院内の何を監督するかについてのほとんどを規定し、州立精神病院の公的ネットワーク確立を支援した。月狂条例と同様の法律案は1845年以前にも以後にも存在したが、その中で最も注目されるものは1808年と1853年の州立精神病院法である。1845年州立精神病院法は、1846年・1847年に改正法 (Amendment Act) が出されたが、いずれも1853年州立精神病院法によって実質的に廃止された 。
1845年の月狂条例と州立精神病院法の重要性は、イングランドにおける精神保健法 (Lunacy Law) を統合したことにある。しかし精神保健法の全体を組み合わせた法律はまだなかった。これら2つの法律は、1890年の精神障害者法 (Lunacy Act 1890) によって置き換えられる1890年まで、イングランドの精神保健法の基礎であった。

## 1845年月狂条例と子供
1845年月狂条例が議会を通過した際、心の健康の悪い子供たちをどうするかについて多くの問題があった。精神障害児 (Insane children) は、一般的にそう認められているよりもありふれていた。法律は精神病院に収容する患者に年齢制限を行っていなかったために混乱が生じた 。
月狂委員会の査察対象には救貧院 (ワークハウス) が含まれた。委員会はそこでしばしば不健康な子供を見出し、彼らを移動させるように要求したが、精神病院の多くは子供の受け入れに及び腰であった。このため子供たちの中には、緊急に助けが必要であると見せかけ、自分自身や他者に深刻な危険をもたらすことで、精神病院に受け入れられる者もいた。